# San Giovanni Maggiore (Nápoly)
A San Giovanni Maggiore vagy Sacra Famiglia templom Nápoly történelmi központjában.

## Története
Építését közvetlenül I. (Nagy) Konstantin ediktumainak megjelenése (313) után kezdték. Építésének körülményeit számos legenda övezi. Egy ilyen szerint a templomot I. (Nagy) Konstantin építtette hálaként, hogy leánya Costanza megmenekült egy hajótörésből. A templomot egy már létező pogány templom helyére építették, ennek nyomai (feliratok) ma is láthatók. Vince püspök idején 558-581 között újjáépítették bizánci stílusban. A mozaikokkal gazdagon díszített templomot a normannok és Anjouk uralkodása idején is átalakították. Mai barokk formáját 1685-ben nyerte el Dioniso Lazzari munkálatainak köszönhetően. A latin kereszt alaprajzú templom háromhajós (főhajó és 2 oldalhajó), kilenc oldalkápolna valamint egy kereszthajó két hatalmas kápolnával. Freskóit 1730-ban készítette Giuseppe De Vivo. Főoltára 1743-ban készült el. A kereszthajó bal oldali kápolnájában Nagy Konstantin és anyja Heléna, szobrai láthatóak (Lorenzo Vaccaro műve), ugyanitt láthatunk két feliratos kőtáblát, az eredeti őskeresztény templom maradványait. Hosszú ideig restaurálták. Kapuit 2012-ben nyitotta meg ismét.